# Joan Juaneda Rover
Joan Juaneda Rover (Palma, 1912 - 2001) fou un metge mallorquí.

## Biografia
Fill del doctor Onofre Juaneda, fundador de la clínica que du el seu nom, va cursar estudis universitaris a la Universitat de Medicina de Barcelona, on es va llicenciar en l'especialitat de cirurgia. Posteriorment, el 1938, es va traslladar a Hamburg per ingressar a l'Escola de Cirurgia i Traumatologia. En aquest centre va conèixer els especialistes Kyusaku Ogino, Hermann Knaus i Kuncher, amb qui es va iniciar en les disciplines de ginecologia i de traumatologia.
En tornar a Mallorca, es va incorporar a la clínica familiar i es va convertir en el primer cirurgià que va implantar el clau intramedul·lar de Kuncher per a la curació de la fractura diafisària; també va ser el pioner en les intervencions de ginecologia, mitjançant tècniques apreses durant la seva estada a Alemanya. Per una altra banda, el doctor Joan Juaneda va ser també el precursor a Mallorca de l'operació d'estómac denominada gastrectomia de tipus Billroth I i de la histerectomia. Va destacar, així mateix, per ser un fervent defensor de les cures postoperatòries escrupoloses.
Des de 1958 fins a 1991, va exercir com a cirurgià i director de la Clínica Juaneda, de Palma, on va inaugurar el primer servei d'urgències mèdiques de Mallorca (1963) i va implantar les especialitats de traumatologia, cirurgia, medicina interna i intensiva. El 2004 va rebre a títol pòstum el Premi Ramon Llull.